# Оборона Сарагосы (1808—1809)
Оборона Сарагосы — пример героического сопротивления испанского народа интервенции французских войск под предводительством Наполеона Бонапарта в 1808—1809 годах.

## Первый этап
Первый этап обороны Сарагосы: 15 июня — 13 августа 1808 года.
Когда 15 июня французские войска впервые приблизились к Сарагосе, город не был подготовлен к обороне; гарнизон, под начальством Палафокса, состоял из 9 тысяч регулярных войск, но ему помогали около 40 тысяч милиции, гверильясов и вооруженных жителей. Попытка взять город штурмом 16 июня не удалась.
30 июня командовавший французскими войсками, генерал Лефевр-Денуэт, открыл огонь по городу с лежащих к западу от него высот, а 2 июля предпринял новый штурм, опять окончившийся неудачно.
11 июля часть французских войск перешла на левый берег Эбро; Сарагоса была обложена со всех сторон; в городе начался голод, а к осаждающим прибыли новые подкрепления, увеличившие их силы до 15 тысяч человек.
С 27 июля в течение 5 суток продолжались почти беспрерывные атаки.
4 августа французы наконец ворвались в город и после страшной резни успели овладеть частью его; но Палафокс, воспользовавшись ослаблением противника на северной стороне, успел ввести в Сарагосу несколько тысяч новых защитников. Упорный бой внутри города длился почти до 14 августа и кончился отступлением французов.
Это был один из первых случаев разгрома регулярной армии иррегулярными отрядами в уличных боях.

## Второй этап
Второй этап обороны Сарагосы: 20 декабря 1808 — 20 февраля 1809 года.
20 декабря французские войска в числе 36 тысяч человек, под начальством маршала Монсея, снова подошли к Сарагосе, куда Палафокс отступил 22 ноября после неудачного боя при Туделе. Готовясь к новой осаде, Палафокс значительно усилил городские укрепления; в распоряжении его было с лишком 30 тысяч человек при 100 орудиях. Французы повели осаду по обоим берегам Эбро.
К концу января 1809 года в командование осаждающим корпусом вступил маршал Ланн, и атака стала ещё энергичнее. 27 января после пробития в стене трех брешей предпринят был штурм, но овладеть удалось лишь ближайшими к стене строениями и двумя монастырями.
На следующий день отчаянный бой возобновился уже внутри города: против некоторых частей его приходилось вести правильную осаду и чуть не каждый отдельный дом брать штурмом. К довершению бедствий появилась чума, уносившая ежедневно до 500 жертв. Тем не менее, только 19 февраля, когда с северной стороны началось бомбардирование города из 50 орудий, а с другой стороны заложены были 6 мин, явилась от защитников депутация для переговоров о сдаче, которая и состоялась на следующий день.

## Память
В честь столетия обороны города была проведена Испанско-французская выставка.